# En vivo (álbum de Enanitos Verdes)
En vivo es el segundo álbum en vivo del grupo de rock argentino, Enanitos Verdes, bajo el sello discográfico Universal Music. El grupo grabó un álbum en vivo que contiene 16 de sus más grandes éxitos grabados en directo durante el mes de mayo en las ciudades de Tijuana, México y Phoenix, Arizona.
El disco titulado En vivo, contiene clásicos de siempre como: ‘La muralla verde’, ‘Por el resto’, ‘El extraño de pelo largo’ y ‘Lamento boliviano’, entre otros. Pero además incluyeron dos nuevas versiones de grandes clásicos de la música latinoamericana, como son el sencillo ‘Tu cárcel’ tema original del compositor Marco Antonio Solís y que fue un éxito del grupo mexicano Los Bukis y ‘Mil horas’ original de Andrés Calamaro que fue un éxito con Los Abuelos de la Nada.

## Lista de canciones
| Edición en CD |                                    |                                    |          |  |
| N.º           | Título                             | Escritor(es)                       | Duración |  |
| 1.            | «Amores lejanos»                   | (Felipe Staiti)                    | 5:40     |  |
| 2.            | «Tequila»                          | (Felipe Staiti)                    | 4:13     |  |
| 3.            | «Por el resto»                     | (Marciano Cantero/Staiti)          | 4:30     |  |
| 4.            | «Tu cárcel»                        | (Marco Antonio Solís)              | 4:02     |  |
| 5.            | «Mi primer día sin ti»             | (Marciano Cantero)                 | 5:18     |  |
| 6.            | «La muralla verde»                 | (Cantero/Daniel Piccolo)           | 5:40     |  |
| 7.            | «Mil horas»                        | (Andrés Calamaro)                  | 4:16     |  |
| 8.            | «Francés limón»                    | (Marciano Cantero)                 | 5:29     |  |
| 9.            | «Eterna soledad»                   | (Cantero/Staiti)                   | 3:47     |  |
| 10.           | «Ay! Dolores (Con Mariachi Plaza)» | (Staiti/Piccolo)                   | 4:49     |  |
| 11.           | «Cordillera»                       | (Staiti/Natalio Faingold)          | 5:24     |  |
| 12.           | «Mejor no hablemos de amor»        | (Felipe Staiti)                    | 4:46     |  |
| 13.           | «Luz de día»                       | (Coti Sorokin/Staiti)              | 4:38     |  |
| 14.           | «Guitarras blancas»                | (Cantero/Staiti)                   | 3:59     |  |
| 15.           | «Lamento boliviano»                | (Natalio Faingold/Dimi Bass)       | 5:55     |  |
| 16.           | «El extraño de pelo largo»         | (Enrique Masllorens/Hiacho Lezica) | 3:39     |  |

## DVD
| Edición en DVD |                                    |                                    |          |  |
| N.º            | Título                             | Escritor(es)                       | Duración |  |
| 1.             | «Del Cairo a París»                | (Felipe Staiti)                    |          |  |
| 2.             | «Tequila»                          | (Felipe Staiti)                    |          |  |
| 3.             | «Por el resto»                     | (Marciano Cantero/Staiti)          |          |  |
| 4.             | «Amores lejanos»                   | (Felipe Staiti)                    |          |  |
| 5.             | «Mi primer día sin ti»             | (Marciano Cantero)                 |          |  |
| 6.             | «Cuanto poder»                     | (Cantero/Coti Sorokin)             |          |  |
| 7.             | «La muralla verde»                 | (Cantero/Daniel Piccolo)           |          |  |
| 8.             | «El guerrero»                      | (Horacio Gómez)                    |          |  |
| 9.             | «Mil horas»                        | (Andrés Calamaro)                  |          |  |
| 10.            | «Olvidarte»                        | (Cantero/Sorokin)                  |          |  |
| 11.            | «Eterna soledad»                   | (Cantero/Staiti)                   |          |  |
| 12.            | «Ay! Dolores (Con Mariachi Plaza)» | (Staiti/Piccolo)                   |          |  |
| 13.            | «Cordillera»                       | (Staiti/Natalio Faingold)          |          |  |
| 14.            | «Mejor no hablemos de amor»        | (Felipe Staiti)                    |          |  |
| 15.            | «Luz de día»                       | (Coti Sorokin/Staiti)              |          |  |
| 16.            | «La Mujer Maravilla»               | (Felipe Staiti)                    |          |  |
| 17.            | «Guitarras blancas»                | (Cantero/Staiti)                   |          |  |
| 18.            | «Lamento boliviano»                | (Natalio Faingold/Dimi Bass)       |          |  |
| 19.            | «Tu cárcel»                        | (Marco Antonio Solís)              |          |  |
| 20.            | «Francés limón»                    | (Marciano Cantero)                 |          |  |
| 21.            | «El extraño de pelo largo»         | (Enrique Masllorens/Hiacho Lezica) |          |  |